# 박두성 (조직폭력배)
박두성(1906년? ~ ?)은 대한민국의 조직폭력배이다.

## 박두성이 출연한 작품
- 《야인시대》(2002) (배우: 없음)[2]